# 泰特斯維爾 (紐約州)
泰特斯維爾（英語：Titusville）是位於美國紐約州達奇斯縣的普查規定居民點。

## 人口
根據2020年美國人口普查的數據，泰特斯維爾的面積為1.79平方千米，皆為陸地。當地共有人口729人，而人口密度為每平方千米407.26人。